# Station Bures-sur-Yvette
Bures-sur-Yvette is een station gelegen in de Franse gemeente Bures-sur-Yvette en het departement van Essonne.

## Geschiedenis in jaartallen
- 1891 : Het station werd geopend

- 18 januari 1938 : Het station werd onderdeel van de Ligne de Sceaux tussen Luxembourg en Limours

- 29 december 1977 : Bures-sur-Yvette werd onderdeel van RER B

## Het station
Het station is onderdeel van het RER-netwerk (Lijn B) en ligt voor Carte Orange gebruikers in zone 5. Bures-sur-Yvette ligt aan RER-tak B4 en telt twee sporen en twee perrons. Het station is eigendom van het Parijse vervoersbedrijf RATP

## Overstapmogelijkheid
- SAVAC
  - vier buslijnen

- Scientibus
  - één buslijnen

- Les Cars d'Orsay
  - één buslijn

## Vorig en volgend station
| Richting                    | Vorig station  | Lijn  | Volgend station | Richting                                             |
| --------------------------- | -------------- | ----- | --------------- | ---------------------------------------------------- |
| Saint-Rémy-lès-Chevreuse B4 | La Hacquinière | RER B | Orsay - Ville   | Aéroport Charles de Gaulle 2 TGV B3 Mitry - Claye B5 |